# Eleanor Smeal
Eleanor Smeal (ur. 30 lipca 1939 w Ashtanbula, Ohio, jako Eleanor Marie Cutri) – amerykańska aktywistka feministyczna, analityczka polityczna, lobbystka, organizatorka działań oddolnych. Założycielka i prezeska Fundacji Feministycznej Większości, dwukrotnie pełniła funkcję prezeski National Organization for Women (NOW). Jedna z głównych liderek amerykańskiego ruchu feministycznego.
Smeal uczestniczy w wysłuchaniach publicznych Kongresu Stanów Zjednoczonych na temat praw kobiet. Organizuje wydarzenia związane z ideami feminizmu, równości i praw człowieka.

## Działalność społeczno-polityczna
Eleanor Smeal dołączyła do Narodowej Organizacji Kobiet (NOW) w 1970 roku i dwukrotnie pełniła funkcję prezeski: od 1977 do 1982 roku i od 1985 do 1987 roku. W tym czasie Smeal poprowadziła w Waszyngtonie pierwszy narodowy marsz na rzecz prawa kobiet do przerywania ciąży, w którym uczestniczyło ponad 100 tys. osób. Po opuszczeniu NOW w 1987 roku Smeal założyła Fundację Feministycznej Większości, która miała łączyć cele badawcze, edukacyjne i polityczne. Smeal brała udział w przygotowywaniu wielu aktach prawnych, m.in. prawa gwarantujących wolny dostęp do klinik oferujących usługi ginekologiczno-położnicze (1994), prawa przeciwko przemocy wobec kobiet, prawa dotyczącego swobód obywatelskich (1991).

## Odznaczenia
- Presidential Citizens Medal – 2025[1]